# Contea di Mille Lacs
La contea di Mille Lacs in inglese Mille Lacs County è una contea dello Stato del Minnesota, negli Stati Uniti. La popolazione al censimento del 2000 era di 22 330 abitanti. Il capoluogo di contea è Milaca